# Peter Protschka
Peter Protschka (Keulen, 10 juni 1977) is een Duits jazztrompettist en -componist, die ook te horen is als klassiek solist, vooral in oude muziek.

## Biografie
Protschka is actief in het Duitse en Europese circuit als jazzsolist met zijn eigen bands, maar ook als een gewilde sideman in de Duitse en Europese circuit sinds zijn jazzdiploma aan de Hochschule für Musik und Darstellende Kunst Mannheim in 2003. In 2005 voltooide hij een jazzconcert-examen aan de Hochschule für Musik und Tanz Köln in Keulen. Sinds 2000 schrijft hij ook muziek voor zijn formaties, die gebaseerd zijn op het Amerikaanse postbop-idioom, maar altijd een heel persoonlijk Europees tintje hebben.
Sinds 2006 zijn er regelmatig publicaties met Protschka als leader of sideman met muzikanten als Paul Heller, Dejan Terzic, Allen Blairman en Thomas Stabenow. In zijn bands zijn muzikanten als Jürgen Seefelder, Christian Ramond, Paul Heller, Martin Sasse en de Amerikaanse tenorsaxofonist Rick Margitza ook live en in de studio te horen. Met laatstgenoemde werkt Protschka al vele jaren samen in zijn jazzkwintet, dat jaarlijks door heel Europa toert. In 2004 ontving hij de jazzbeurs van de Kunststiftung Baden-Württemberg. In 2009 verschenen drie van zijn composities in het German Book Vol. 1., een geselecteerde collectie van hedendaagse Duitse jazzcomposities.
In 2010 behaalde hij ook een Master of Music in baroktrompet aan de Hochschule für Musik und Tanz in Keulen. Dienovereenkomstig is hij sindsdien heen en weer gegaan tussen Europese klassieke muziek en jazz, houdt zich bezig met oude muziek op historische instrumenten, is hier ook te zien met vooraanstaande orkesten uit het oude muziekcircuit, werkt regelmatig met sopraan Anna Herbst en trad voor het eerst op in de zomer van 2009 in een crossover-programma tussen jazz en klassieke muziek, samen met zijn vader Josef Protschka. De samenwerking met zijn vader gaat nog steeds door.

## Discografie
- 2002: Open your Eyes
- 2007: Hi Voltage
- 2008: Point of View
- 2009: The Art of the Message
- 2012: Kindred Spirits
- 2015: Twilight Jamboree

- Gemeinsame Normdatei: 135506344
- International Standard Name Identifier: 0000 0000 5726 418X
- MusicBrainz: fe5e2480-b52e-484c-bf81-68e3f6be5690
- Virtual International Authority File: 80229856
- WorldCat: E39PBJcgBG8VrKHkk3x4RWJ7HC